# 粟飴
粟飴（あわあめ）とは、新潟県上越市などで製造販売される水飴である。

## 概要
古くは粟、現在は餅米を原料としており、十返舎一九の道中本で紹介されるなど古くから名菓として知られている。粟飴を加工した飴菓子として「笹飴（ささあめ）」、「翁飴（おきなあめ）」、「瑠璃飴（るりあめ）」などがある。1904年には、日本を代表する菓子のひとつとしてセントルイス万博に出品された。

## 由来
越後高田（現在の新潟県上越市）の初代高橋孫左衛門によってはじめて製造された。先祖は松平忠直の家臣だったが忠直の子、松平光長の高田入府前後に致仕し寛永2年（1625年）、高田城下の横春日町に飴屋高橋孫左衛門商店を開いた。店主は代々「孫左衛門」を襲名する。
当初は粟を原料としたが、寛政2年（1790年）に四代孫左衛門が原料を餅米に替え琥珀色透明の水飴を製造した（享保年間説あり）。餅米を原料とすることは、当時すでに｢粟飴｣として知られていたことと米穀流通を管理する藩令に抵触する恐れがあったため秘密にされたという。

## 製法・特徴
蒸した餅米に麦芽と湯を加え、麦芽酵素によって餅米の澱粉を糖化させる。この原液を濾して甘味のある液体を取り出し、煮詰めて水分を飛ばす。水飴古来の製法をそのまま伝えており、主に麦芽に含まれる成分から独特の琥珀色と上品な風味が特徴とされる。砂糖類を添加しておらず、後口の良い自然な甘さが好まれている。
粟飴の製法、商標は高橋孫左衛門商店の独占ではなく、同名の商品を製造販売する業者が複数存在する。また、平成10年（1998年）、十四代孫左衛門が粟を原料とした初代の製法を復元し「粟の古代飴」という商品名で販売されている。

## 粟飴を用いた加工菓子
この粟飴を用いた加工菓子も作られている。
- 笹飴 - 粟飴を練って笹の葉にはさみ乾燥させたもの。
- 翁飴 - 粟飴に寒天を加え四角のゼリー状に固めたもの。秋田県能代市、山口県柳井市にも同様、同名の飴菓子がある。[2]
- 瑠璃飴 - 粟飴に寒天を加える製法は翁飴と同様であるが、寒天の比率を小さくしてトロリとした食感を残す。ラテックス製の丸い袋に入っており、この袋を針などで破って食べる。

## 健康食としての粟飴
粟飴は古くから家庭の療養食として珍重されてきた。粟飴を湯に溶いた「あめ湯」は疲労回復に効果があり、さらに生姜を加えて体を温める飲み物として用いられた。また、大根や蓮根を粟飴に漬け込んだものは咳止めとして重宝されたという。

## 『方言修行金草鞋』
文化11年（1814年）、取材行で高田を訪れた十返舎一九が高橋孫左衛門家に世話になり、その縁から自著の『方言修行金草鞋』で粟飴を紹介している。作中では粟飴を「気のくすり飴」と呼び、風味の良さを褒めて「この飴を食べれば濡れ手に粟のごとく福運がつき身代が飴のように伸びる」と絶賛している。現在、この書名に因んで「金の草鞋」と名付けられた飴製品（一口サイズの翁飴に胡麻、 唐辛子味噌（寒造里）、チョコレートで風味をつけたもの）が販売されている。

## 『坊っちゃん』と笹飴
上述の笹飴については夏目漱石の『坊っちゃん』において「越後の笹飴」として記されている。なお『坊っちゃん』執筆当時の漱石が笹飴を知っていたかどうかは不明だが、明治43年（1910年）の「修善寺の大患」で入院した長与胃腸病院の主治医、森成麟造が高田出身であり、この縁から森成はしばしば漱石に笹飴を送っている。
大正2年（1913年）1月に漱石が森成あてに送った手紙に「笹飴は私はたつた一つしか食べませんあとはみんな小供が食べてしまひました。さうして笹を座敷中に散らばしていやはや大変な有様です」という件がある。

## 皇室と翁飴
明治11年（1878年）、北陸巡幸の際、明治天皇は特に翁飴を気に入り、自ら買い上げ皇后、皇太后への土産にしたという。ドナルド・キーンは『明治天皇』の中で以下のように紹介している。
「（明治）天皇は高田の名産である翁飴、水飴等を買い上げ、長野産の菓子と共に皇后、皇太后に送った。／この天皇の振舞いは土地の人々を喜ばせたに違いない。飴は貢物としてもらったのでなく、天皇が自ら買い求めたものだった。ヨーロッパの君主であれば、考えられないことだった。」
これ以降、明治天皇の銀婚式、皇太子（大正天皇）の結婚式など、しばしば皇室への献上品となり、皇族に馴染み深い飴菓子であったという。昭和に入ってからは、特に高松宮の好物であったといわれる。明仁上皇も皇太子時代に購入している。
昭和天皇が最後の病床で「越後の水飴」を所望された話は有名である。